# Epilobium stereophyllum
Epilobium stereophyllum är en dunörtsväxtart som beskrevs av Johann Baptist Georg Wolfgang Fresenius. Epilobium stereophyllum ingår i släktet dunörter, och familjen dunörtsväxter. Utöver nominatformen finns också underarten E. s. kiwuense.